# Jordan Gjurow
Jordan Gjurow (bulgarisch Йордан Гюров, englisch Yordan Gyurov; * 8. Januar 1999) ist ein bulgarischer Sprinter, der sich auf den 400-Meter-Lauf spezialisiert hat.

## Sportliche Laufbahn
Erste internationale Erfahrungen sammelte Jordan Gjurow im Jahr 2021, als er bei den Balkan-Hallenmeisterschaften in Istanbul mit 49,05 s den neunten Platz belegte und mit der bulgarischen 4-mal-400-Meter-Staffel mit 3:18,28 min die Bronzemedaille gewann. Ende Juni belegte er dann bei den Freiluftmeisterschaften in Smederevo mit 48,12 s den siebten Platz über 400 m. 
In den Jahren 2021 und 2022 wurde Gjurow bulgarischer Meister im 400-Meter-Lauf im Freien sowie 2021 und 2023 auch in der Halle. 2022 wurde er zudem Landesmeister im 400-Meter-Hürdenlauf und in der 4-mal-400-Meter-Staffel. In der Halle siegte er 2021 und 2023 ebenfalls in der 4-mal-400-Meter-Staffel.

## Persönliche Bestzeiten
- 400 Meter: 48,04 s, 22. Mai 2021 in Sofia
  - 400 Meter (Halle): 47,92 s, 28. Januar 2023 in Sofia
- 400 m Hürden: 54,59 s, 12. Juni 2022 in Weliko Tarnowo